# Pterolophia biarcuata
Pterolophia biarcuata là một loài bọ cánh cứng trong họ Cerambycidae.